# Namibgecko
Der Namibgecko (Pachydactylus rangei, Syn.: Palmatogecko rangei), auch Schwimmfußgecko genannt, kommt ausschließlich in der Namib, d. h. in Teilen Angolas, Namibias und Südafrikas, von der Küste des südlichen Atlantik bis etwa 130 km landeinwärts vor. Er lebt auf bis zu 300 Meter hohen Sanddünen und gehört zu den sogenannten Little Five („kleinen Fünf“).

## Merkmale
Es sind kleine Tiere, die nur 12 bis 14 cm Gesamtlänge erreichen. Der Schwanz wird 6 cm lang. Kopf und Rumpf sind flach, der Kopf deutlich vom Rumpf abgesetzt. Die Haut hat feine Schuppen, wirkt samtig und durchscheinend. Einige innere Organe sind sichtbar. Namibgeckos haben einen hell bis rötlich braunen Rücken. Bauch und Flanken unterhalb der Seitenfalte sind weiß bis gelblich. Die Beine sind dünn und wirken zerbrechlich. Die Zehenzwischenräume sind mit einer „Schwimmhaut“ ausgestattet, die bis zu den Zehenspitzen reicht. Sie ermöglicht es den Geckos, durch lockeren Sand zu laufen, ohne einzusinken. Bei den Männchen ist die Schwanzwurzel verdickt.

## Lebensweise
Die Tiere sind ausschließlich nachtaktiv. Den Tag verbringen sie in selbst gegrabenen Gängen, die unverzweigt und 80 bis 100 cm tief sind. Ihre bevorzugte Beute sind Gliedertiere aller Art, von Termiten über Schwarzkäfer bis hin zu Grillen und Spinnen. Sie lecken Tautropfen auf und nehmen Feuchtigkeit eventuell auch über die Haut auf.
Die Paarungszeit dauert von Februar bis Ende April. Die Eier werden vom Weibchen in den Sand vergraben. Die Junggeckos schlüpfen nach 54 bis 70 Tagen und sind dann etwa 4 cm lang. Sie häuten sich sofort und beginnen nach 4 Tagen zu fressen.